# Андраде, Николас
Николас Давид Андраде (порт. Nicolas David Andrade (12 апреля 1988, Колораду-ду-Уэсти) — бразильский футболист, вратарь.

## Карьера
Воспитанник клуба «Атлетико Минейро», за который он не сыграл ни одной игры. В 2010 году Николас переехал в Италию, где вратарь долгое время принадлежал клубу «Эллас Верона», периодически отправляясь в аренды в другие команды. В сезоне 2017/2018 был основным вратарем желто-синих в Серии А. Несмотря на ужасные показатели (в 36 матчах голкипер пропустил 71 гол) портал WhoScored включил бразильца в символическую сборную чемпионата по итогам его первой части.
В 2019 году перешел из «Вероны» в «Удинезе», но стать основным стражем ворот черно-белых ему не удалось. В начале 2021 года Николас ушел из команды и пополнил состав клуба Серии B «Реджина».